# ذاكرة الجسد (مسلسل)
ذاكرة الجسد مسلسل تلفزيوني من إنتاج تلفزيون أبو ظبي عام 2010 وهي تجسد رواية الكاتبة الجزائرية أحلام مستغانمي وإخراج نجدة أسماعيل أنزور تدور أحداث المسلسل حول «خالد» الرسام الذي فقد ذراعه أثناء الحرب ويقع في غرام فتاة جميلة هي ابنة مناضل جزائرى كان صديقاً لـ«سليمان» أثناء ثورة التحرير، لكنه قُتل أثناء الحرب التحريرية الكبرى ضد الاحتلال الفرنسى. وتبدأ الدراما في التصاعد مع مواجهتها لتقاليد مجتمعها خاصة بعد زواجها من ضابط كبير ذو نفوذ ضخم في الحكومة الجزائرية. وقد استبعدت الكاتبة أحلام مستغانمي المخرج نجدة إسماعيل أنزور من إخراج الجزء الثاني.

## الممثلون
- جمال سليمان جسد دور (خالد بن طوبال)
- أمل بوشوشة جسدت دور (حياة)
- ظافر العابدين جسد دور (زياد)
- مروان فرحات جسد دور (سي حسين)
- جواد الشكرجي جسد دور (سي الطاهر)
- مجد فضة جسد دور (خالد الشاب)
- جهاد الأندري جسد دور (مصطفى)
- خالد القيش جسد دور (حسان)
- زينة حلاق جسدت دور (عتيقة)